# Chambersburg, Pennsylvania
Chambersburg là một thị trấn thuộc quận Franklin, tiểu bang Pennsylvania, Hoa Kỳ. Năm 2010, dân số của thị trấn này là 20268 người.